# 일베저장소
일간베스트 저장소 또는 일베저장소(약칭 일베)는 주식회사 아이비에서 통신판매업으로 운영하고 있는 대한민국의 인터넷 커뮤니티이다. 주로 정치, 유머 등을 다루고 있으며, 2010년경부터 디시인사이드의 코미디 프로그램 갤러리 사용자들이 갈라져 나와 활동하게 된 것이 시초이다. 2010년대 중반부터 여러 사회적인 문제점의 온상이라는 인식이 퍼지게 되었으며, 이러한 이유로 사이트를 강제로 폐쇄를 요구하는 목소리도 존재한다.
일베저장소에서 운영하는 게시판은 일간베스트, 짤방, 정치, 공포, 인기, 추천, 게임으로 구성되어 있다. 게시판에서 추천은 '일베로'로, 비추천은 '민주화'라는 단어로 표현하고 있다. 일간베스트는 회원이 직접 올릴 수 없으며, 일간베스트 이외의 다른 게시판에서 올라온 게시물 중에서 추천(일베로)을 일정한 횟수 이상으로 많이 받은 경우에 올라오는 게시판이다. 이 경우에는 일간베스트 이외의 게시판에서 일간베스트로 게시판 분류가 바뀐다.
적어도 2012년 12월부터 중복 회원수 포함하여 100만명의 회원과 평일 낮 기준으로 2만명 이상의 동시 접속자가 있었으며, 2016년 9월 평일 낮 기준으로도 2만명 이상의 동시 접속자 숫자를 유지하고 있었다. 가장 사용자가 적은 늦은 새벽 시간대에도 만명정도의 동시접속자 수를 유지하고 있었다. 운영진은 이 동시접속자 수의 집계에는 모바일 이용자는 제외되었다고 밝혔다.
그러나 박근혜-최순실 게이트 등 박근혜 정부의 탄핵사건과 , 그리고 박사모 회원들의 일베 유입을 계기로 일베저장소 이용자 수도 많이 감소하였다. 일베의 하루 평균 방문 수는 2016년 9월 70만 수준을 유지하다가, 최순실 사태가 불거진 2016년 10월 60만9000으로 10만가량 급감했다. 그 이후 11월에는 평균 53만8000으로 다시 줄어든 뒤 12월 52만, 2018년 1월 52만2000에 머물며 기존의 세를 회복하지 못하고 있다. 2016년 9월까지 평일 낮 시간대 보통 2만명 이상을 기록하던, 동시접속자(PC 기준)도 11월 이후에는 1만명대 초반까지 떨어졌다. 2018년 11월 22일 "여친 인증" 글이 올라온 일베에 대해 경찰은 폭력범죄의 처벌 등에 관한 특례법(카메라 등 이용촬영) 위반 혐의로 일베 서버 압수수색 영장을 발부받아 회원 정보와 접속기록 등을 확보하여 조사하였다.
'일간베스트'에서 유출된 유저들은 대부분 불법 성착취물을 올리는 아카라이브('나무위키'에서 운영)로 유입되었다.

## 특징
| “ | 사람들은 항상 새로운 것을 접하길 원하며 찾아다닌다. 일베저장소에서는 기존의 허례허식을 신경쓰지 않는 직설적인 대화, 희화화가 이루어지는데, 이러한 게시물을 보며 기존의 상식이 파괴되는 경험을 하게 된다. 이런 경험에서 유저들이 재미를 느끼게 되고 일베저장소를 계속 찾는 것이라고 본다. | ” |
|   | — 새침부끄 |   |

유머위주의 커뮤니티로 만들었기에 기본적으로 사이트 내에서 자유로운 유머, 풍자가 보장된다. 허나 정치적으로는 우파성향이 많은 편이다. 일베저장소는 디시인사이드에서 제기되는 문제점들을 타파하기 위하여 사이트 운영 초기부터 친목질을 견제하여 왔다. 이는 사이트의 기본 운영 방향과 동시에 이용자들 스스로 이러한 운영 방향을 준수하려고 노력하지만 자정작용이 별로 활발하지는 않다. 회원끼리 상대방의 정신에 문제가 있다고 비난하기만 하는 일만 매일 일어나며 상호존중도 없어 상식인은 없다.
친목질을 견제함에 있어 여성 이용자를 배제, 또는 배척하는 것이 수반되기 때문에 일베는 여성 이용자들의 활동을 금지하지는 않지만, 여성 이용자들은 본인이 여성임을 드러내거나 (간접적으로 드러내는 것도 안 됨), 일반적인 기준에서 여성스럽게 행동하는 것을 암묵적으로 금지하고 있다. 이는 친목을 시도하려는 의도로 간주하고, 사이트를 망하게 하는 지름길이라고 생각하고 있다. 하지만 상대 회원한테만 사이비 순교 희생을 강요하는 악성 문화가 정착하여 친목질이 막히기보다 악화되었다.
일베를 분석함에 있어서 그 태성적 모태라고 할 수 있는 디시인사이드를 배제할 수는 없다. 일베의 전반적인 코드는 대부분 과거 디시인사이드에서 물려받았다고 볼 수 있다. 애초에 사이트의 탄생 자체가 디시인사이드의 게시글을 저장하는 사이트로부터 출발했으며 설립자, 운영자, 초기 사용자들 모두가 디시인사이드를 많이 이용하는 사용자들였다. 사이트의 기본 구조 역시 디시인사이드의 형식을 기초로 만들어졌으며, 사이트의 운영 정책도 디시인사이드 활동의 경험에서 기인한 것이 많다. 현재 많이 논란이 되고있는 노무현 전 대통령을 합성한 사진이나, 'MC 무현'을 이름으로 한 음악들은 모두 디시인사이드 내 일베유저들 사이에서 나온것이다.
디시인사이드 '힙필갤'에서 '노알라', "MC무현'이 나왔고, '야구갤러리'에서 전라도 지역을 비하하는 '홍어', 세월호 희생자를 희화화하는 '어묵' 등의 용어가 나왔다. 이와 같은 이유로 일베는 온갖 차별과 혐오 발언들이 난무하는 비정상적인 커뮤니티로 인식되고 있다.
허언증과 사실을 구분하지 못하는 인원의 비중이 높아 열람시 주의가 필요하다.
분탕을 몰아내겠다는 명분으로 로그인할 권리를 로그아웃 차단으로 막는다. 이는 허위로 몰린 피해자가 차단을 소명하기 위해서 사과문을 진정성 있게 수정할 권리를 막는 문제점이 있다.
자료를 인용할 때 원문을 보기 어렵게 편집하는 경향이 강하다. 훼손이 어려운 활자 매체와 영상 매체보다 악의적 편집이 쉬워 객관성을 보장하기 어려운 사진과 그에 가까운 매체를 선호한다. 기사의 제목만 강조하여 내용을 훼손함으로서 원문을 보고 반대 의견 및 소신발언이 생기는 것을 막기 위한 것이 정당하다는 의견이 일베 내 주류를 차지한다. 인용된 자료의 원문을 올리는 것을 일베 내 주류는 무시하는 일이 빈번하다. 내부 여론이 극단주의, 반지성주의, 반향실 효과를 일으킨다.
보수 정부 시기 경제 안정을, 진보 정부 시기 경제 악화를 바라는 모순적인 경향이 강하다.
일베 출신 악성 난민들이 진보 혹은 좌파를 혐오한다는 명분으로 여러 위키의 법 관련 문서에서 파시즘을 옹호하며 변리사 안티를 표방하는 등 다중계정을 악용하여 물의를 빚고 있다. 이는 일베가 변리사를 진보의 중심이라고 망상하여 혐오하기 때문이나 피해망상적이라서 근거가 없다. 또한 악용 과정에서 '의견이 다른 위키 사용자층이 진정한 인간이 아니다'라는 명분으로 다른 보수 및 우파 성향 유저에게도 인신공격을 가하여 당사자간 우발적 언쟁에 의하여 일베의 약점이 위키에 기여되기도 하였다. 일베에서는 아군을 위해서 한 일이 다른 아군의 분노로 인한 절연을 일으키고 일베의 사회적 인식을 손상시킨다.

## 역사
구 일베저장소는 디시인사이드 코미디 프로그램 갤러리 이용자였던 모에명수가 2009년 디시인사이드의 인기 게시글이 삭제되기 전에 다른 사이트에 옮겨 보존할 목적으로 만들었다고 한다. 디시인사이드 국내 야구 LG 트윈스 갤러리 회원인 '쥐빠는SAD해 (통칭 새드, SAD)'라는 유저가 2010년 신 일베저장소를 만들었다. 그는 2010년 11월까지 운영하다가 개인적인 어려움으로 일간베스트 저장소의 운영자 자리를 떠나게 되며 당시 사이트내에서 활동이 많았던 유저 '부처'와 '새침부끄'(통칭 새부)에게 사이트 운영권한을 넘긴다. 그러나 군입대를 준비하던 '부처'가 스스로 후보에서 물러나고 일반 운영자로 남으면서 '새부'가 일간베스트 저장소의 운영권을 넘겨받게 되었다.
새로운 일간베스트 저장소의 책임자인 '새부'는 '모니터링', '기술지원', '건의 게시판 담당' 등 여러명의 운영진을 초빙하고 지금의 일간베스트 저장소를 만들었다. 2013년 구 일베저장소를 만든 사람은 현재의 일베저장소에 대해 서버 증설 등 개편 작업으로 문을 잠시 닫은 사이 이름과 홈페이지의 구성 형식과 배열까지 그대로 복제했다고 고소했으나 혐의없음으로 종결되었다.
현재 운영자는 '읏다'이다.

## 용어
일베저장소 유저는 '일베게이', '일게이'라고 부르며, 일베저장소 유저라는 것에 자부심을 느낀다는 것은 '일부심'으로 부른다.
일베에서 민주화를 '일베로'라는 추천의 의미를 가진 단어와 상반되는 비추천의 의미로 쓰고 있다. 한편 여러 사람들로부터 '민주화'라는 단어의 부정적인 사용은 21세기 민주사회 대한민국에서 살아가는 사회구성원으로서 '자질이 없는 행동이다'라는 비판을 받기도 한다. 이에 대해 일간베스트 측은 "과거 경찰차를 때려부숴도 '민주화'라고 불렀던 일부 좌익인사들에 대해서는 비판을 가하지 않으면서, 단지 그를 조롱하는 의미로써 '민주화'라는 단어를 쓰는 일베저장소에 대해서만 비판을 가하는 것은 형평성에 어긋난다."라고 항변했으나 정상적으로 집권하지 않은 군사 정권이나 정상적으로 집권했더라도 국민의 기본권을 침해한 불법적인 공권력 행사에 대한 헌법을 수호하기 위한 국민의 헌법상 저항권 행사로서 그 수단의 정당성이 인정되는 것은 흔히 일베에서 시위대 폭력의 대표적 사례로 언급하는 2008년 촛불집회 등에서의 공권력 행사에 대하여 헌법재판소에서 야간 옥외집회 헌법 불합치 결정한 것이나 법원이 "단지 미신고 집회라는 이유로 강제 해산하는 것은 위법하다"는 판례를 통해 위법성을 인정했기 때문이다.
흑인들(멸칭: 니그로, 앰흑)과 전라도(멸칭: 홍어, 전라디언 등)민에 대한 여러 비하 단어를 만들어내서 인종무시와 지역감정을 심각하게 부추긴다는 지적을 받고 있다. 그리고 각종 사건사고나 화제의 당사자 중 전라도 출신이 있는 경우, 여러 비하 단어들을 이용해 조롱하는 경우가 많이 있다. 그리고 전라도민들이 일베를 하는 경우가 많이 집계되고 있다.
일베저장소 유저들이 사용하는 단어의 패턴을 분석한 일베 리포트에 따르면 이 기간 일베에 가장 많이 올라온 주요 주제어는 욕설(속어)(5천417개)이었다. 여자(4천321개), 노무현(2천339개), 종북(1천633개), 광주 (1천622개), 盧(1천564개, 노무현 전 대통령의 성), 오유(1천247개), 민주화(1천204개), 섹스(616개) 등이 뒤를 이었다. 또한 노무현 전 대통령의 죽음을 비하하는 '운지', 여성비하 표현인 '김치녀', '보슬아치' 등의 표현 사용도 매우 잦으며, 단순히 여성을 지칭할 때도 '보지(여성의 성기를 낮잡이 이르는)'라고 쓰거나, 어린 여아를 성적으로 표현하는 '로린이(로리타+어린이)' 등의 부적절한 단어 사용이 많아 문제가 되고 있다.

## 같이 보기
| - 워마드 - 5채널 - 수컷닷컴 - 나무위키 - 지역감정 - 인종차별 - 오늘의 유머 - 트롤 |